# Tafonomía humana

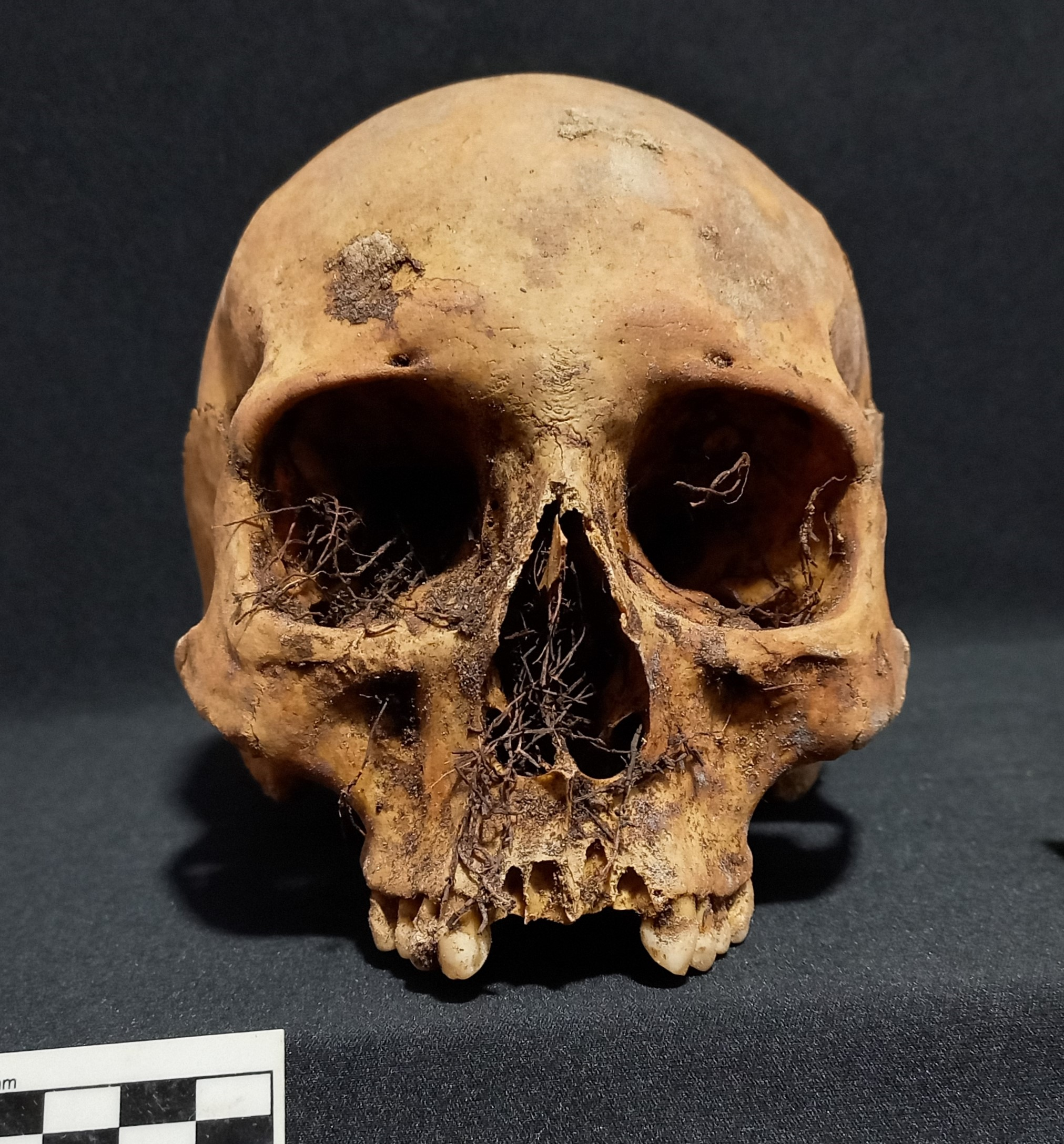
Cráneo humano con alteraciones tafonómicas.

La tafonomía humana es el estudio tafonómico de los restos óseos humanos, es decir de los eventos post mortem que le ocurren a un cadáver humano desde el fallecimiento hasta el momento de su hallazgo. Se diferencia de la tafonomía de vertebrados clásica (fósiles o actuales) debido a la riqueza y complejidad que aporta el componente cultural en la construcción de la historia tafonómica en los seres humanos y en su posterior interpretación. A la luz de esta diferencia, según autores como Vázquez (2020), el marco teórico-metodológico proveniente de la tafonomía de vertebrados no humanos no podría ser extrapolado a humanos, pero esta afirmación no es compartida por todos, como González (2025), que afirma que solo es necesario hacer algunos ajustes metodológicos.

## Origen de la disciplina
Tafonomía es un término originalmente propuesto en el año 1940 por el paleontólogo ruso Ivan Efremov. Derivado del griego «τάφος» taphos, enterramiento, y «νόμος» nomos, ley, es el estudio de «las leyes de enterramiento» y concierne a todos los eventos post mortem que afectan a los organismos en el pasaje de la biósfera a la litósfera. Incluye dos fases o susbsistemas conceptuales, la bioestratinomía y la diagénesis. Ambas fases tienen lugar luego de la muerte de un organismo e implican su modificación post mortem. La primera se ocupa de los eventos post mortem que suceden antes del enterramiento e incluye la acción de carnívoros, carroñeros, procesos de meteorización, abrasión, entre otros. La segunda, de todos aquellos eventos luego del enterramiento, e incluye la acción de microorganismos, del pH, del agua, la precipitación de minerales en los restos, entre otros. El límite entre ambas fases está dado entonces por el enterramiento.
A partir del deceso de un individuo su cuerpo comienza a sufrir modificaciones, denominadas modoficaciones post mortem. En el ámbito de los estudios criminalísticos el interés ha estado puesto en el estudio de los fenómenos de transformación cadavérica (i.e. deshidratación, livideces (livor mortis), rigidez cadavérica (rigor mortis), enfriamiento cadavérico (algor mortis), hinchazón, putrefacción) que culmina en la esqueletización del cadáver. Si al momento del hallazgo el individuo aún conservara tejidos blandos o está en avanzado estado de putrefacción, el estudio tafonómico es abordado por un médico/a legista y/o un/a especialista en entomología forense. Si, por el contrario, el individuo se encontrara esqueletizado entonces el estudio debería ser realizado por un antropólogo/a forense, para el caso de restos óseos actuales, o un bioarqueólogo/a, para el caso de restos óseos antiguos, ambos profesionales especializados en análisis tafonómico.   

## Tafonomía en restos óseos humanos
El estudio de los fenómenos post mortem de los restos óseos ha sido objeto de estudio de la Antropología. Del análisis de las marcas y/o modificaciones que en estos hayan quedado se infieren los procesos y agentes que habrían actuado durante su historia tafonómica. Desde el surgimiento de la bioarqueología, los restos óseos humanos han cobrado gran relevancia de acuerdo al gran volumen de información que brindan acerca de diversos aspectos de la vida de las poblaciones pasadas (e.g. salud, dieta, organización social). En este marco, la tafonomía humana surgió para contribuir al conocimiento de los potenciales factores que determinan el estado de preservación de los conjuntos osteológicos humanos. En este sentido, el análisis de los procesos de formación del registro bioarqueológico deben ser abordados de forma previa a realizar interpretaciones derivadas del análisis del registro biológico humano. En bioarqueología los trabajos de González, Guichón y Vazquez han aportado información sobre cómo se preservan los esqueletos en la Pampa y en la Patagonia argentinas. En el campo de la antropología forense, se han realizado  evaluaciones tafonómicas con el fin de contribuir a causas judiciales en las que hubo restos óseos humanos involucrados. En este sentido, en la década de 2020 varios trabajos han contribuido con evidencia para procesos legales en el sur de la Patagonia y en la provincia de Buenos Aires, Argentina.

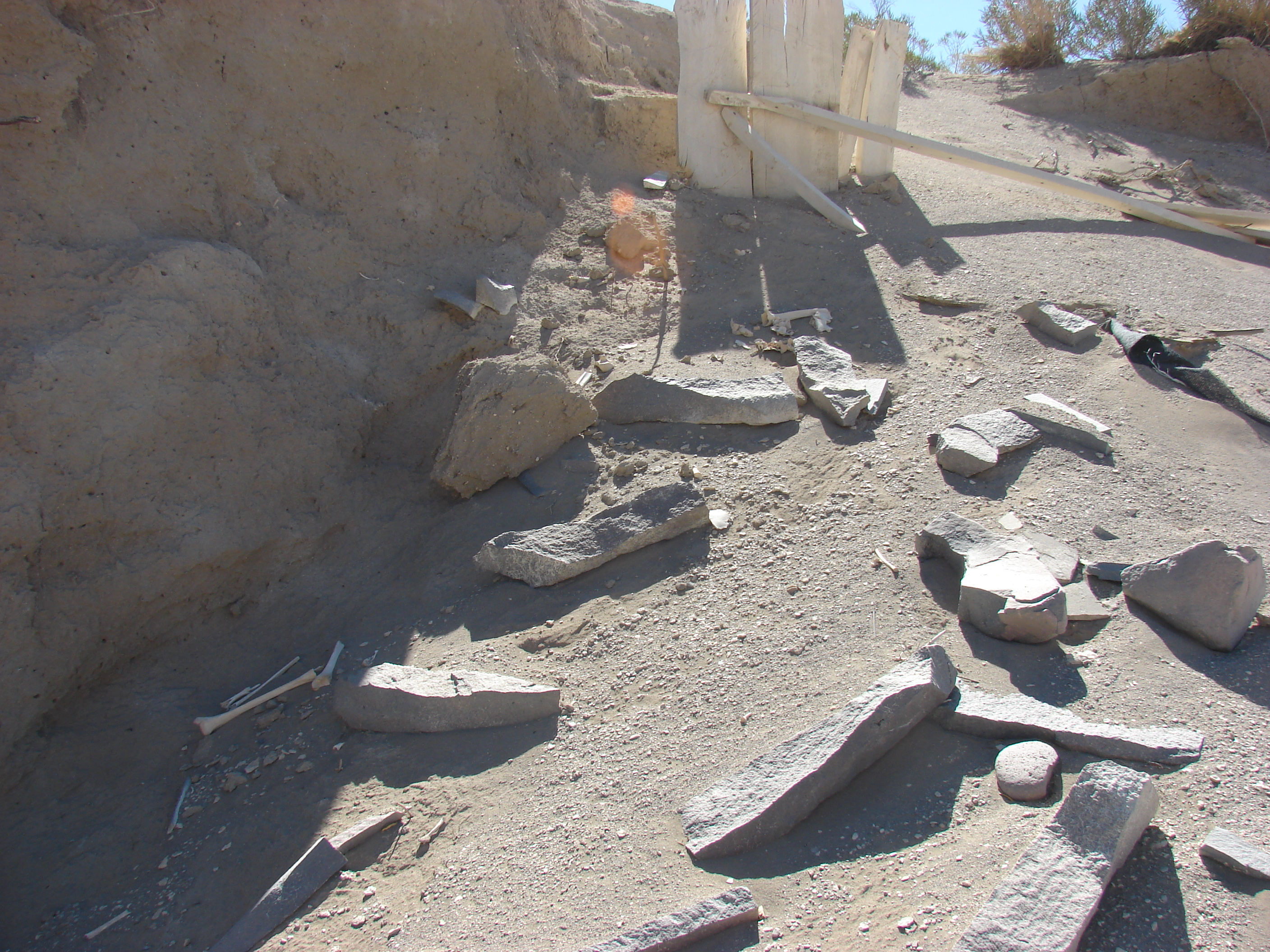
Restos óseos en proceso de meteorización como resultado de la exhumación natural por la denudación del médano, donde los restos se alojaban.

### Fases de la tafonomía humana

##### Bioestratinomía

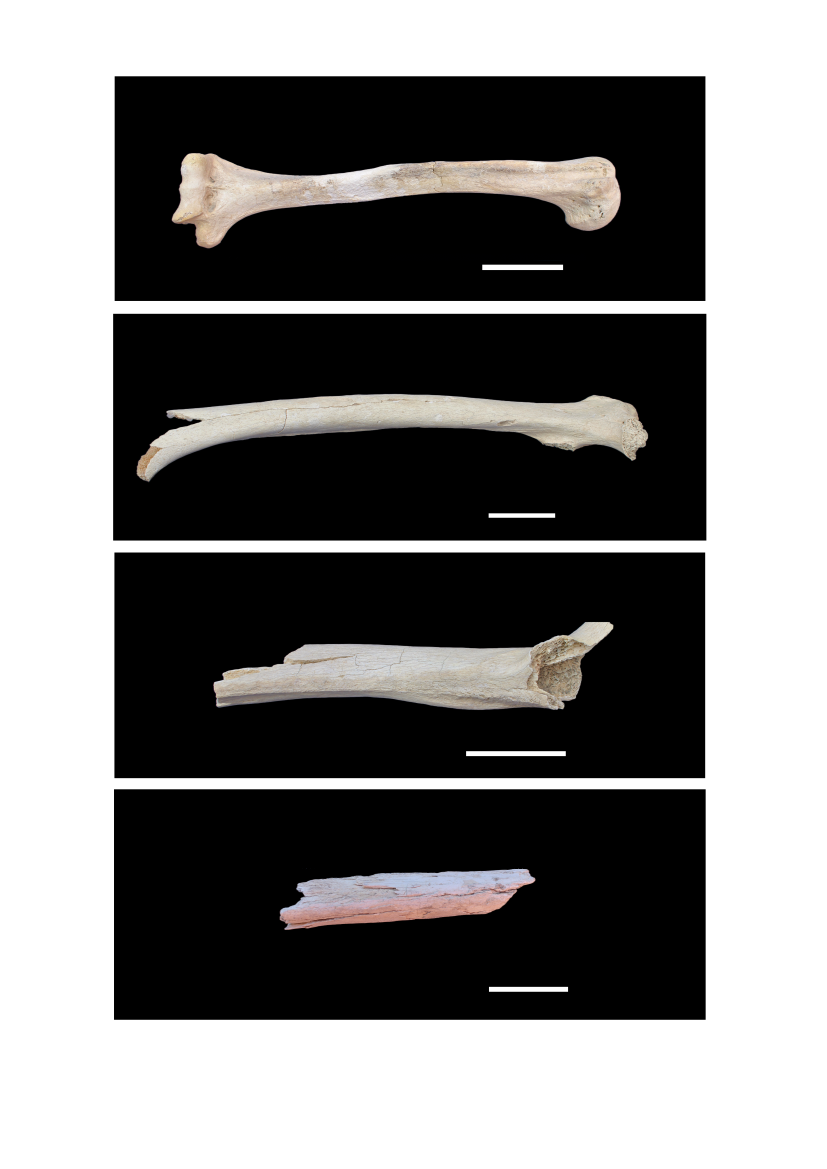
La tafonomía estudia los procesos que ocurrieron sobre los restos para interpretar su estado de preservación.

El Homo sapiens es la única especie que posee un lenguaje simbólico y, por este motivo, la relación con sus muertos marca una gran distinción con el restos de los animales. A partir de la información surgida de numerosas excavaciones arqueológicas llevadas a cabo en distintas partes del mundo se sabe con seguridad que desde al menos el inicio del período Pleistoceno las personas enterraron a sus muertos. Esto se traduce en numerosos hallazgos individuales como colectivos en áreas formales de entierros (cementerios). Esta evidencia muestra que la práctica de enterramiento de los muertos ha ido incrementándose y modificándose a lo largo del tiempo hasta la actualidad, procesos acompañados por complejizaciones e individualizaciones en las distintas sociedades humanas. Este comportamiento intencional y diferencial frente a los muertos conlleva a una fase bioestratinómica (antes del entierro) ausente o muy abreviada en la historia post mortem de los restos humanos. Según la dinámica del ambiente de depositación de los restos, estos pueden quedar expuestos a la intemperie y a los agentes tafonómicos bioestratinómicos (e.g. meteorización, desarticulación, acción de carnívoros) pudiendo ser, luego, re-enterrados o no.

##### Diagénesis
Los procesos diagenéticos resultan los más significativos en la historia post mortem de los restos óseos humanos. Los cambios diagenéticos del hueso son debidos, principalmente, a la acción de microorganismos, a la acción de las raíces, las características físicas y químicas del sedimento que lo aloja. Estos cambios pueden ser entendidos como disolución, precipitación, reemplazo mineral y recristalización. El tratamiento mortuorio del individuo puede intervenir en estos procesos y en el tiempo que demoran en actuar (por ejemplo, si fue enterrado directamente en el sedimento, o en un ataúd, o envuelto en textiles, o plásticos).           

## Histotafonomía

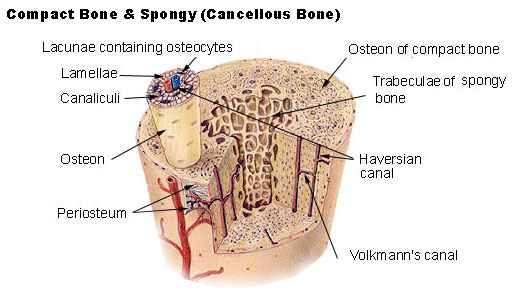
Detalle de la microestructura de una sección histológica de un hueso largo.

La histotafonomía estudia la preservación del tejido óseo a nivel microscópico. Más específicamente, a través de la observación de una sección histológica de hueso se pueden observar diversas modificaciones como resultado de la acción de agentes físicos, químicos y biológicos. Entre estas modificaciones se pueden mencionar: focos de destrucción por microorganismos (bacterias u hongos), microfisuras, cambios en la coloración e infiltraciones o inclusiones.
Los estudios histotafonómicos aportan información original y complementan a aquellos datos generados por los estudios tafonómicos macroscópicos, es decir, a ojo desnudo o con lupa, debido a que nos siempre la preservación macroscópica se corresponde con la microscópica.                    

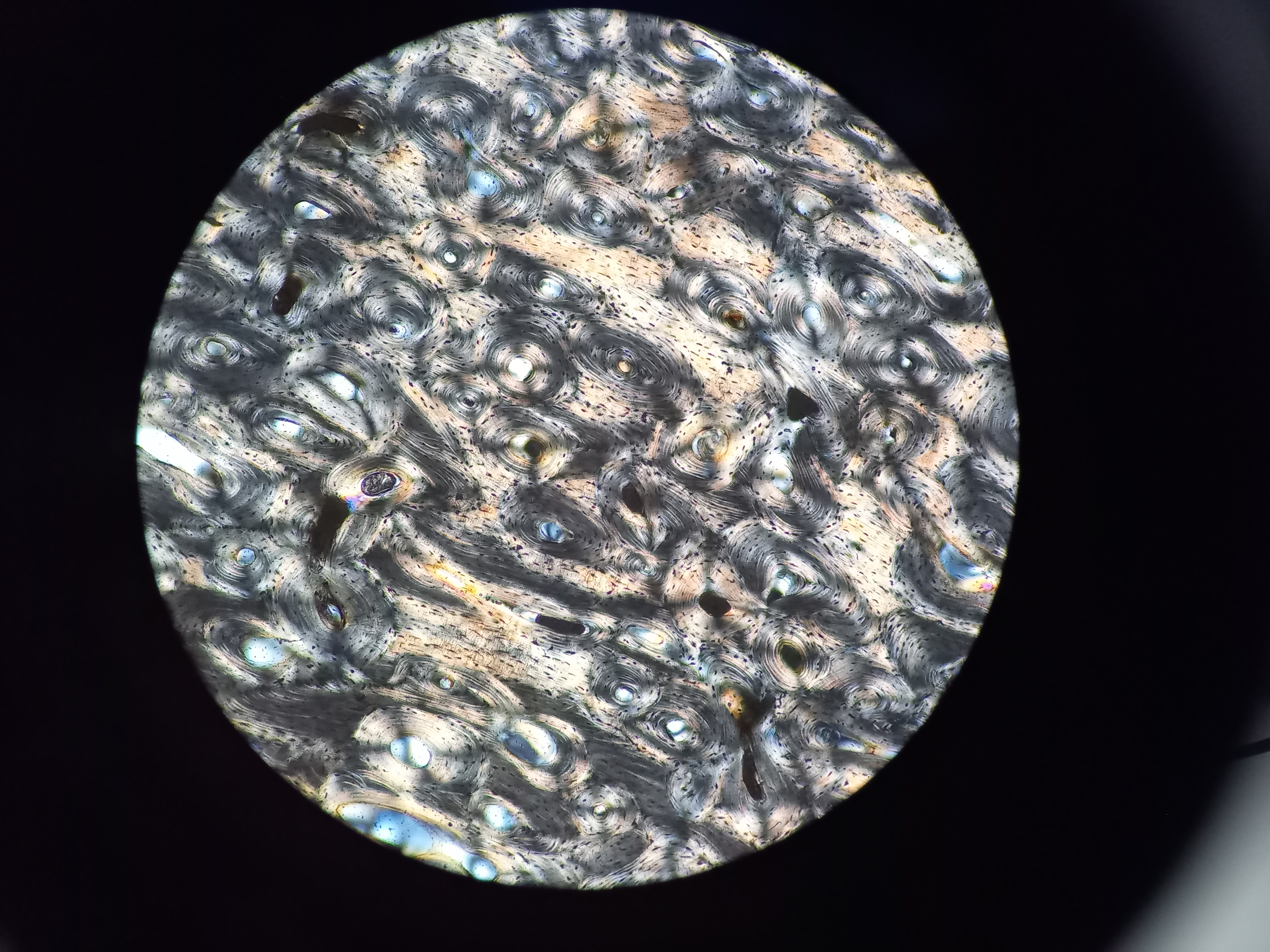
Vista de una sección histológica de un fémur humano.